# کندی بوروس
کندی بوروس (انگلیسی: Kandi Burruss؛ زادهٔ ۱۷ مهٔ ۱۹۷۶) خواننده-ترانه‌پرداز، آهنگساز، بازیگر، رپخوان، بازیگر تلویزیون و تهیه‌کننده موسیقی اهل ایالات متحده آمریکا است. وی از سال ۱۹۹۱ میلادی تاکنون مشغول فعالیت بوده‌است.
شعر ترانهٔ قبض، قبض، قبض از دستینیز چایلد از کارهای اوست.
او در مسابقه خواننده نقاب دار شرکت کرد و نفر اول این مسابقه شد.